# بریت ماری اینجا بود
بریت ماری اینجا بود (سوئدی: Britt-Marie var här) رمانی است که در سال ۲۰۱۴ توسط فردریک بکمن، نویسنده و وبلاگ نویس سوئدی نوشته شد. این کتاب به زبان انگلیسی در تاریخ ۳ مهٔ ۲۰۱۶ منتشر شد.

## داستان
موضوع این کتاب حول یک زن است که به تازگی شوهر متقلب خود را ترک کرده و در شهر بورگ شغلی می‌گیرد و برای مرکز تفریحی کار می‌کند. خود این شهر به سختی یک شهر است زیرا فقط یک پیتزا فروشی دارد و یک فروشگاه گل فروشی نیز به تازگی افتتاح شده‌است. در آنجا، او خود را مسئولی برای تمیز کردن و مراقبت از بچه‌های منطقه فقیرنشین می‌داند. شوهرش کنت به تازگی به او خیانت کرده و به سراغ فرد دیگری رفته. او در خانه ای ساکن می‌شود سامی، وگا و عمر تعدادی از بچه‌هایی هستند که در این محل زندگی می‌کنند آنها علاقهٔ زیادی برای شرکت در مسابقه فوتبال دارند بنابراین از بریت ماری می‌خواهند که مربی فوتبال آنها شود. این اتفاق و بسیاری از چیزهای دیگری که در این مکان وجود دارد زندگی کسل کننده بریت ماری را به شدت به چالش می‌کشاند.